# Louis Lapara de Fieux
Louis de Fieux, conte di Lapara (Arpajon-sur-Cère, 24 settembre 1651 – Barcellona, 17 aprile 1706), è stato un ingegnere e militare francese.
Fu brigadiere e poi tenente generale, oltre che governatore della città di Niort.

## Carriera militare

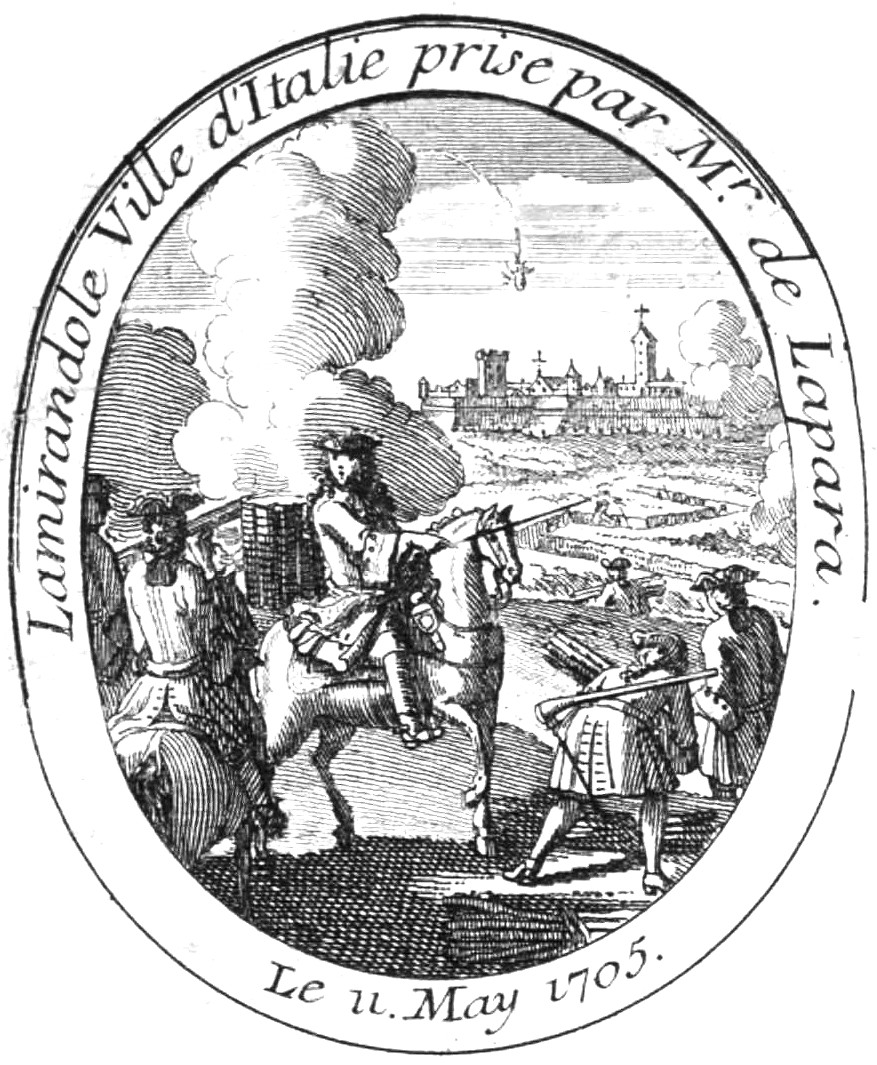
La presa di Mirandola dell'11 maggio 1705

Eminente stratega e discepolo di Sébastien Le Prestre de Vauban, Louis de Lapara comandò quasi venti assedi durante le cosiddette guerre di Luigi XIV, venendo ferito tre volte.
Nel suo certificato di matrimonio con Elisabeth-Louise Ballard del 5 gennaio 1684 è riportato che egli fosse l'ingegnere ordinario del re, sindaco della cittadella di Arras, dove risiedeva abitualmente. Poco prima, fu sindaco nella città di Lussemburgo. Gli fu assegnata la Croce dell'Ordine di San Luigi.
Morì durante l'assedio di Barcellona, colpito all'addome da una palla di cannone.